# Matidia virens
Matidia virens là một loài nhện trong họ Clubionidae.
Loài này thuộc chi Matidia. Matidia virens được Tord Tamerlan Teodor Thorell miêu tả năm 1878.